# Чорноморська сільська рада (Миколаївський район)
Чорномо́рська сільська́ ра́да — колишній орган місцевого самоврядування в Очаківському районі Миколаївської області. Адміністративний центр — село Чорноморка.

## Загальні відомості
- Населення ради: 2 564 особи (станом на 2001 рік)

## Населені пункти
Сільській раді підпорядкований населений пункт:
- с. Чорноморка

## Склад ради
Рада складається з 16 депутатів та голови.
- Голова ради: Дмитренко Андрій Анатолійович
- Секретарка ради: Мелентьєва Тетяна Володимирівна

### Керівний склад попередніх скликань
| ПІБ                           | Основні відомості                                                         | Дата обрання | Дата звільнення |
| ----------------------------- | ------------------------------------------------------------------------- | ------------ | --------------- |
| Дмитренко Андрій Анатолійович | Сільський голова, 1979 року народження, освіта вища, член Партії регіонів | 26.03.2006   | 31.10.2010      |
| Дмитренко Андрій Анатолійович | Сільський голова, 1979 року народження, освіта вища, член Партії регіонів | 31.10.2010   |                 |

Примітка: таблиця складена за даними сайту Верховної Ради України